# Magdalena Kemnitz

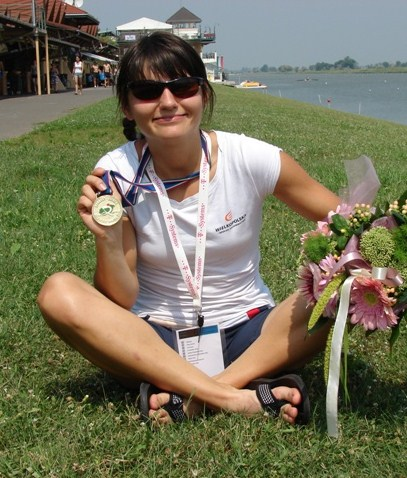
Magdalena Kemnitz

Magdalena Kemnitz (* 13. März 1985 in Posen) ist eine polnische Leichtgewichts-Ruderin.

## Karriere
Kemnitz begann 1998 mit dem Rudersport. 2002 war sie Sechste der Junioren-Weltmeisterschaften im Einer, 2003 belegte sie im Doppelvierer ebenfalls den sechsten Platz. Bei den Olympischen Spielen 2004 belegte sie zusammen mit Ilona Mokronowska den sechsten Platz im Leichtgewichts-Doppelzweier. 2005 erreichten die beiden Polinnen den vierten Platz bei den Weltmeisterschaften, im Jahr darauf verpassten die beiden das A-Finale und ruderten auf den achten Platz. 2007 misslang den beiden als Zehnten der Weltmeisterschaften die direkte Olympiaqualifikation, bei den Europameisterschaften 2007 daheim in Posen gewannen die beiden die Silbermedaille hinter den Griechinnen. 2008 nahmen Kemnitz und Mokronowska zusammen mit Monika Myszk und Weronika Deresz im Leichtgewichts-Doppelvierer an den Weltmeisterschaften in den nicht-olympischen Bootsklassen teil, dort gewannen sie die Silbermedaille hinter den Australierinnen. 
2009 bildete Magdalena Kemnitz zusammen mit Agnieszka Renc einen neuen Leichtgewichts-Doppelzweier. Die beiden erhielten bei den Weltmeisterschaften, die auf der Posener Regattastrecke auf dem Maltasee ausgetragen wurden, die Silbermedaille hinter dem griechischen Boot. Den gleichen Zieleinlauf gab es drei Wochen später bei den Europameisterschaften 2009 im belarussischen Brest. Auch bei den Europameisterschaften 2010 siegten die Griechinnen vor den Polinnen, bei den Weltmeisterschaften 2010 erreichten die beiden Polinnen nur den sechzehnten und letzten Platz. 2011 verpassten die beiden Polinnen bei den Weltmeisterschaften die direkte Olympiaqualifikation, bei den Europameisterschaften erreichten sie als Sechste das Ziel. Zum Abschluss ihrer Karriere nahm Magdalena Kemnitz an den Weltmeisterschaften 2012 im Leichtgewichts-Doppelvierer teil. Zusammen mit Weronika Deresz, Jaclyn Halko und Agnieszka Renc gewann sie in ihrer letzten großen Regatta ihren einzigen Weltmeistertitel.